# Wick (Familienname)
Wick ist ein deutscher und englischer Familienname.

## Namensträger
- Andrea Wick (* 1977), deutsche Synchronsprecherin
- Armin Wick (1914–2008), deutscher Schauspieler und Regisseur
- August Wick (1869–1944), deutscher Schriftsteller und Journalist
- Bastian Wick († 1571), deutscher Politiker, Bürgermeister von Dresden
- Bertram Víctor Wick Enzler (* 1955), Schweizer Geistlicher, Weihbischof in Guayaquil
- Bruno Wick (1942–1967), Schweizer Handballspieler
- Cécile Wick (* 1954), Schweizer Künstlerin, Fotografin und Hochschullehrerin
- Charles Z. Wick (1917–2008), US-amerikanischer Filmproduzent und Leiter der United States Information Agency
- Denise Herrmann-Wick (* 1988), deutsche Skilangläuferin und Biathletin
- Chantal Wick (* 1994), Schweizer Handballspielerin
- Ditmar Wick (* 1953), deutscher Sportwissenschaftler und Hochschullehrer
- Douglas Wick (* 1954), US-amerikanischer Filmproduzent
- Frances Wick (1875–1941), US-amerikanische Physikerin und Hochschullehrerin
- Friedrich von Wick (Jurist) (1802–1875), deutscher Jurist und Verwaltungsbeamter
- Friedrich von Wick (1844–1914) (1844–1914), deutscher Offizier
- Friedrich von Wick (Verwaltungsbeamter) (1886–1973), deutscher Verwaltungsbeamter, Amtshauptmann in Waren (Müritz)
- Georg Wick (* 1939), österreichischer Pathophysiologe und Hochschullehrer
- George Wick (1854–1912), US-amerikanischer Industrieller
- Gian-Carlo Wick (1909–1992), italienischer Physiker
- Gustav von Wick (1821–1899), deutscher Verwaltungsbeamter
- Hans Wick (1904–1988), österreichischer Pfarrer und Heimatforscher
- Helmut Wick (1915–1940), deutscher Luftwaffenpilot
- Holger Wick (* 1962), deutscher Biathlet
- Hugo Wick (* 1935), Schweizer Politiker (CVP)
- Jacob Wick (* um 1985), US-amerikanischer Musiker
- Jeremy Wick (* 1989), kanadisch-schweizerischer Eishockeyspieler
- Joe Wick (Josef Wick; 1916–1994), deutscher Orchesterleiter, Sänger und Schlagzeuger
- Johann Jakob Wick (1522–1588), Schweizer Geistlicher
- Josef Wick (Unternehmer) (1874–1953), österreichischer Unternehmensgründer
- Jürgen Wick (* 1961), deutscher Sportwissenschaftler
- Karl Wick (Ingenieur) (1838/1839–1899), Schweizer Ingenieur und Unternehmensgründer
- Karl Wick (1891–1969), Schweizer Journalist und Politiker (KVP)
- Katharina Wick (* 1996), deutsch-rumänische Bobfahrerin und Skeletonpilotin
- Klaudia Wick (* 1964), deutsche Fernsehkritikerin und Redakteurin
- Lajos Wick (1892–1959), ungarischer Ruderer
- Marcel Wick (* 1958), Schweizer Eishockeyspieler
- Margrit Wick-Werder (* 1945), Schweizer Historikerin und Museologin
- Marlin Wick (* 1951), deutscher Synchronsprecher
- Monica Nancy Wick (* 1971), deutsche Schauspielerin und Filmemacherin
- Peter Wick (Theologe) (* 1965), Schweizer evangelisch-reformierter Theologe und Hochschullehrer
- Peter Wick (Maler) (* 1966), deutscher Maler
- Peter Schulz-Wick (* 1948), deutscher Violinist und Bratschist
- Peter A. Wick (Peter Arms Wick; 1920–2004), US-amerikanischer Kunsthistoriker und Museumskurator
- Rainer K. Wick (* 1944), deutscher Kunstwissenschaftler, Fotograf und Hochschullehrer
- Richard Wick (1872–1955), deutscher Politiker (USPD, SPD), MdL Preußen
- Robert Wick (* 1984), deutscher Biathlet
- Roman Wick (* 1985), Schweizer Eishockeyspieler
- Rüdiger Wick (* 1971), deutscher Jurist und Richter
- Steffen Wick (* 1981), deutscher Komponist
- Thomas Wick (* 1991), deutscher Skilangläufer
- Wilhelm Wick (1865–1930), Schweizer Ökonom und Autor
- William W. Wick (1796–1868), US-amerikanischer Politiker
- Wolfgang Wick (* 1970), deutscher Arzt

### Künstlername
- Nardo Wick (* 2001; Horace Bernard Walls III), US-amerikanischer Rapper